# Ван Бейсін
Ван Бейсін (кит.: 王北星; піньїнь: Wáng Běixīng; 10 березня 1985) — китайська ковзанярка, призер Олімпійських ігор, чемпіонка світу.
Ван Бейсін розпочала виступи на міжнародних змаганнях з 2003. Вона спеціалізується на коротких дистанціях 500 м та 1000 м. Після вдалих виступів у групі B у сезоні 2004/2005 вона пробилася в групу А Кубка світу з бігу на ковзанах. У 2009 році Ван виграла чемпіонат світу зі спринтерського бігу на ковзанах, що проходив у Москві.
На Олімпіаді у Ванкувері Ван виборола бронзові медалі на дистанції 500 м.